# Düsterdieker Niederung (Naturschutzgebiet)
Das Naturschutzgebiet Düsterdieker Niederung ist eines der größten Naturschutzgebiete im Kreis Steinfurt in Nordrhein-Westfalen.
Das etwa 1130,9 Hektar große Gebiet, das im Jahr 1983 unter Naturschutz gestellt wurde, erstreckt sich auf dem Gebiet der Gemeinden Mettingen und Westerkappeln, nördlich des Kernortes Westerkappeln.
Das Naturschutzgebiet ist Teil des EU-Vogelschutzgebiets „Düsterdieker Niederung“